# Nationaal park Oost-Macedonië en Thracië
Nationaal park Oost-Macedonië en Thracië (Grieks: Εθνικό Πάρκο Ανατολικής Μακεδονίας - Θράκης (ΕΠΑΜΑΘ), Ethnikó Párko Anatolikís Makedonías - Thrákis) is een nationaal park in Griekenland in de gelijknamige regio Oost-Macedonië en Thracië. Het nationaal park is 930 000 hectare groot en werd opgericht in 2008. Het omvat de volgende natuurgebieden: de Nestosdelta, het Vistonida-meer en het Ismarida-meer. Het park bestaat uit 26 meren en lagunes, moerassen, duinen en oeverbos. Het park valt onder de Conventie van Ramsar en is Natura 2000-gebied.
De Nestosdelta strekt zich uit over 500 000 hectare aan de zuidelijke grens van de departementen Kavala en Xanthi. In het oeverbos Kotsa-Ormas (Κοτζά-Ορμάν) groeien tot 40 meter hoge bomen met een diameter van meer dan 2 meter. In het bos leeft een van de twee natuurlijk voorkomende populaties fazant in Europa (die dus niet door de mens werd geïntroduceerd. In de Nestosdelta leven 20 soorten zoogdieren, 11 amfibieënsoorten, 22 soorten reptielen, 277 vogelsoorten en 30 soorten zoetwatervis. De delta is de plaats met de grootste populatie goudjakhals van Griekenland en de enige plek in Europa waar de sporenkievit verblijft.
Het Vistonida-meer is 2,5 meter diep en strekt zich uit over 42 000 hectare. Het noordelijke deel van het meer bestaat uit zoet water, terwijl de zuidkant zout of brak water heeft.Hierdoor kent het een gevarieerde fauna en flora (tamariskfamilie, riet). Er komen in het meer 21 zoetwatervissen voor (waaronder twee endemische: Alburnus vistonicus en Alosa caspia vistonica) en 37 soorten zeevissen (in het zoutere gedeelte). Er leven ook 326 vogelsoorten (witkopeend, kroeskoppelikaan, reigers en flamingo).
In het oostelijke deel van het nationaal park bevindt zich het Ismarida-meer, dat gemiddeld 1 meter diep is en 3200 hectare groot. Aan de noordzijde van het meer ligt rond de Vosvozi-rivier een oeverbos met wilg, els, populier en iep. In de zomer is het Ismarida-meer bedekt met nymphaea, waternoot en klein kroos. Rond het meer komen 220 soorten planten voor, 118 vogelsoorten (witoogeend, purperreiger, ralreiger), 23 reptielensoorten (Europese moerasschildpad, 6 soorten amfibieën (watersalamanders), 37 vissoorten (onder andere de endemische Alburnus vistonicus) en 45 soorten zoogdieren (onder andere de otter). Ten zuiden van het meer, aan de oevers van de Vistones-baai liggen de moerassen en lagunes van Rodopi (Xirolimni, Assistenza, Aliki, Ptelea). In het Ptelea-moeras komt in de zomer onder andere flamingo's, bergeenden, lepelaars en kluten voor.